# Carlo Sforza
Carlo Sforza, comte de Castel San Giovanni (né  le 24 janvier 1872 à Lucques, alors dans le royaume d'Italie et mort le 4 septembre 1952 à Rome) est un diplomate et un homme politique italien. Libéral, républicain convaincu malgré son titre, il fut l'une des grandes figures morales de l'opposition au fascisme italien.

## Biographie
Carlo Sforza est issu d'une branche cadette de l'ancienne et noble famille Sforza de Milan, les comtes Sforza di Castel San Giovanni, dont le fondateur était un fils naturel de Sforza Secondo di Val Tidone, lui-même l'un des nombreux enfants naturels du condottiere Francesco Sforza, premier duc de Milan. 
Son père, Giovanni Sforza (1846-1922), était un historien et un archiviste de grand talent. Sa mère, Elisabetta Pierantoni, venait d'une famille de soyeux de Lucques. Carlo est le deuxième d'une fratrie de cinq : son frère aîné, Cesare, meurt en 1936, célibataire et sans enfants, lui laissant le titre et il a également deux frères cadets, Ascanio et Alessandro. 
Il épouse la comtesse Valentine Errembault de Dudzeele (1875 † 1969), fille de l'ambassadeur de Belgique Gaston Errembault de Dudzeele, dont il aura deux enfants : Fiammetta (Pékin, 3 octobre 1914 † Milan, 26 juin 2002), qui épouse Howard Scott, le directeur de la British School de Milan, et Sforza ("Sforzino")-Galeazzo (Corfou, 1916 † Strasbourg, 1977), secrétaire général adjoint du Conseil de l'Europe, qui épouse en premières noces Corinne Simon, fille du sculpteur Paul Simon, puis le 1er avril 1969 en secondes noces Annette Spehner, cadre de l'Institut international pour les droits de l'homme (IIDU), commandeur de l'ordre de la Stella d'Italia et vice-président des Amis du musée d’Art Moderne et Contemporain de Strasbourg (AMAMCS).

### Débuts dans la diplomatie
Muni de son diplôme en droit de l'université de Pise, il entre dans la diplomatie en 1896. Ses premières missions le conduisirent au Caire et à Madrid. Il est successivement secrétaire d'ambassade à Paris (où il détruit le courrier de la fameuse comtesse de Castiglione), à Constantinople, à Pékin et chargé d'affaires à Bucarest.
Du 15 janvier au 7 avril 1906, il participe à la conférence d'Algésiras comme secrétaire particulier du marquis Emilio Visconti Venosta, puis fut chef de cabinet du ministre des Affaires étrangères, le comte Francesco Guicciardini (1906), conseiller d'ambassade à Madrid (1907), chargé d'affaires à Constantinople (1908-1909), conseiller d'ambassade à Londres (1910) et, de nouveau, chef de cabinet du ministre des Affaires étrangères pro-tempore marquis Antonino Paternò-Castello di San Giuliano.
De 1911 à 1915, il est envoyé en Chine comme ministre plénipotentiaire du gouvernement italien et, de 1916 à 1918, il occupe la même charge auprès du roi de Serbie, en exil à Corfou. À ce titre, il collabore au sauvetage de l'armée serbe en retraite qui eut lieu pendant la Première Guerre mondiale et fut l'œuvre de la marine de guerre italienne qui la transporta sur l'Adriatique. Après la fin victorieuse de la « Grande Guerre », il fut envoyé à Constantinople comme ministre plénipotentiaire (1918-1919).

### Entrée en politique, antifascisme et exil
Avec l'avènement du premier gouvernement dirigé par Francesco Saverio Nitti (1919), on confie à Carlo Sforza sa première charge politique, celle de sous-secrétaire d'État aux affaires étrangères, qui entraîne sa nomination comme sénateur du royaume d'Italie.
Le 15 juin 1920, il est nommé ministre des Affaires étrangères du cinquième gouvernement de Giovanni Giolitti, poste qu'il occupa jusqu'au 27 juin 1921. C'est lui qui en 1920 négocie et signe, avec les représentants du royaume des Serbes, Croates et Slovènes, le traité de Rapallo qui fixe la frontière orientale de l'Italie, comprenant Trieste, Gorizia, Pola, l'Istrie, le Carso, Zara et les îles de Cherso et Lussino. La chute du cinquième gouvernement Giolitti le ramène à la carrière diplomatique.
Ambassadeur en France en 1922, il démissionna le jour même où le roi Victor-Emmanuel III appela Benito Mussolini à former le gouvernement.
Adversaire du régime, il continua au Sénat son activité politique sur les bancs de l'opposition et compta parmi les signataires du Manifeste de l'Union nationale des forces libérales et démocratiques de Giovanni Amendola, avec Carlo Rosselli, Ivanoe Bonomi, Luigi Einaudi, Luigi Salvatorelli, Meuccio Ruini et le jeune Ugo La Malfa. Le 3 janvier 1925 il fut un des trois seuls sénateurs à dénoncer à l'Assemblée les responsabilités de Mussolini dans l'assassinat de Giacomo Matteotti.
En 1927, des menaces à son adresse de la part des escadrons fascistes, et une agression physique qui y fit suite à Bardonnèche, le contraignirent à l'exil. Il vécut alors en France, en Angleterre et en Suisse, tentant d'alerter l'opinion publique occidentale sur la menace fasciste et en 1929, il condamna vigoureusement les accords du Latran entre l'Église catholique romaine et le régime totalitaire fasciste. En 1935, après l'invasion de l'Éthiopie par l'Italie de Mussolini, il plaida en vain auprès de la Société des Nations (SDN) pour que l'embargo décidé contre son pays en fût un véritable, c'est-à-dire qui inclût les produits pétroliers.
En 1940, à la suite de l'invasion de la France par les Allemands, il émigra aux États-Unis, où il fonda la Mazzini Society, avec Gaetano Salvemini, Alberto Tarchiani et Alberto Cianca. Le 17 août 1942, au Congrès italo-américain de Montevideo, où l'on envisagea la mise en place en Italie d'une république démocratique et l'élection d'une Assemblée constituante, il fut acclamé comme le « chef spirituel des Italiens antifascistes. »

### Affrontement avec Churchill et retour en Italie
En octobre 1943, après seize ans d'exil, Sforza revint en Italie en passant par Londres, où il eut un rude affrontement avec le Premier ministre britannique Winston Churchill, qui souhaitait maintenir la monarchie en Italie bien que celle-ci se fût compromise avec le fascisme. Cette lutte nuisit à la fortune politique du comte Sforza, qui dans les années 1920 avait fustigé sans ambages les sympathies de Lloyd George et Churchill pour le régime de Mussolini, et le résultat fut un « veto » catégorique des Anglais, d'abord à ce qu'il redevînt ministre des Affaires étrangères dans le deuxième gouvernement dirigé par Pietro Badoglio, et ensuite à ce qu'il succédât à Badoglio comme président du conseil. Sforza ne fut donc nommé que ministre sans portefeuille dans le gouvernement dirigé par Ivanoe Bonomi, et il présida le nouveau Haut-Commissariat aux sanctions contre le fascisme du 13 mai au 27 décembre 1944. En 1945, il fut élu président de la Consulta Nazionale et le resta jusqu'en 1946 où il fut élu à l'Assemblée constituante. La même année, il rejoignit le Parti républicain italien, comme indépendant. Par la suite, en vertu de la troisième disposition transitoire de la Constitution de la République italienne, il siégea sur les bancs du Parlement en tant que sénateur de droit.

### Ministre des Affaires étrangères de la République italienne
L'avènement du gouvernement d'Alcide De Gasperi rendit à Carlo Sforza le ministère des Affaires étrangères qu'il garda de 1947 à 1951. À soixante-quinze ans il signa les Traités de Paris (1947) qui faisaient suite à la Seconde Guerre mondiale, il soutint l'adhésion de l'Italie au plan Marshall (1948) et son entrée au Conseil de l'Europe et à l'OTAN en tant que membre fondateur (1949), ainsi que l'Alliance atlantique qui liait politiquement les pays membres avec les États-Unis d'Amérique. Le 18 avril 1951 il signa le plan Schuman, c'est-à-dire l'entrée de l'Italie dans les six pays de la CECA.
Après la Seconde Guerre mondiale, Giuseppe Dossetti, opposé à sa politique étrangère atlantisme de sa politique, le qualifia de commis voyageur du MSI. C'est précisément Dossetti et son courant démocrate-chrétien qui, en mai 1948, fit échouer Sforza, candidat officiel du gouvernement, à l'élection pour la présidence de la République qui se termina par la victoire de Luigi Einaudi. Selon Sergio Romano, cependant, Sforza « était partisan de l'Europe et sa contribution à l'intégration du continent a été beaucoup plus importante que l'européanisme chrétien confus de Dossetti ».

### Derniers jours et décès
La même année, Sforza commence à ressentir les symptômes de la maladie qui le conduira à la mort. Lors de la crise gouvernementale suivante, qui conduira à l'installation du gouvernement De Gasperi VII (DC-PRI à deux niveaux), il demande à quitter ses fonctions. Le président du Conseil des ministres a toutefois assuré l'intérim du ministre des Affaires étrangères et l'a maintenu au gouvernement en tant que ministre sans portefeuille des Affaires européennes. Il est mort à ce poste.

## Récompenses et distinctions

### Décorations italiennes
- Chevalier de l'ordre suprême de la Très Sainte Annonciade - 21 décembre 1920
- Chevalier de grand-croix de l'ordre des Saints-Maurice-et-Lazare - 21 décembre 1919
- Chevalier de grand-croix de l'ordre de la Couronne d'Italie - 29 février 1920
- Chevalier de grand-croix décoré du grand cordon de l'ordre colonial de l'Étoile d'Italie - décret royal du 25 novembre 1920[4].

### Décorations étrangères
- Croix de la Liberté pour service civil de classe I (république d'Estonie)

## Publications

### Ouvrages traduits en français
- L'Énigme chinoise, Paris, Payot, 1928.
- Dictateurs et dictatures de l'après-guerre, Paris, Gallimard, 1931.
- Les Bâtisseurs de l'Europe moderne, Paris, Gallimard, 1931.
- Les frères ennemis (L'Europe d'après-guerre), Paris, Gallimard, 1933.
- L’Âme italienne, Paris, Flammarion, Bibliothèque de philosophie scientifique, 1934
- Synthèse de l'Europe, Paris, Gallimard, 1937.
- Pachitch et l'union des Yougoslaves, Paris, Gallimard, 1938.
- Illusions et réalités de l'Europe, Neuchâtel, Ides et calendes, 1944.
- Les Italiens tels qu'ils sont, Montréal, L'Arbre, 1944.
- Demain, il faudra faire grand, Montréal, L'Arbre, 1945.
- L'Italie telle que je l'ai vue, 1914-1944, Paris, Grasset, 1946.
- Les Pages immortelles de Machiavel choisies et commentées par le comte Sforza, Paris, Correa, 1947.
- L'Italie contemporaine : ses origines intellectuelles et morales, Paris, Correa, 1948.